# Collabora Online
Collabora Online ist eine angepasste Version von LibreOffice Online, einem Online-Office, welches sich auf der eigenen Hardware betreiben lässt. Zielgruppe sind Unternehmen und Cloud-Provider. Collabora Online arbeitet mit Speicherdiensten wie ownCloud oder Nextcloud zusammen. Online steht eine registrierungspflichtige Demoversion für den Webbrowser zur Verfügung. 
Collabora Online Development Edition (CODE) ist eine Freie Software, die im Browser per Docker frei ausprobiert werden kann und richtet sich an Heimanwender und Entwickler. Allerdings verfügt diese im Gegensatz zur Business-Version über keinen Support.

## Geschichte
Collabora Online entstand Ende 2016 aus LibreOffice Online und arbeitet mit den Cloud-Diensten ownCloud und Nextcloud zusammen.

### Versionsgeschichte
Anfang Juni 2016 wurde die erste Version von Collabora Online veröffentlicht.
Ende 2016 erschien Collabora Online 2.0, welche hauptsächlich Funktionen für die Zusammenarbeit hinzufügte. Die Version 2.0 der Collabora Online Development Edition (CODE) brachte unterschiedliche Bugfixes und Verbesserungen, sowie ein responsives Design für Mobilgeräte.
Version 2.1 führte viele Vereinfachungen bei der Benutzung sowie mehr Möglichkeiten zum Zusammenarbeiten hinzu.
CODE 3.0 erschien im Dezember 2017. Collabora Online 3.0 führte einige Funktionen wie eine Rechtschreibprüfung, sowie mehr Filter- und Formatierungsfunktionen hinzu. Zudem können Administratoren mehr Konsolenbefehle nutzen, z. B. um die Auslastung des Server-Prozessors anzuzeigen. Außerdem wurde das Speichern und Hochladen verbessert sowie IPv6 unterstützt. Version 4.2.0 wurde am 5. März 2020 veröffentlicht. Version 6.2.0 wurde am 20. Dezember 2019 veröffentlicht. Version 6.4.0 wurde am 2. November 2020 veröffentlicht. Version 21.11 wurde am 26. November 2021 veröffentlicht. Version 22.05 wurde am 4. August 2022 veröffentlicht.

### Integrationen in andere Software
Ende 2016 integrierte die Groupware Kolab Now Collabora Online. Ab der Version 17.1 hat die Business-Software EGroupware Collabora Online integriert. Ab Version 6.4 bietet auch die Groupware Group Office von Intermesh eine Integration an.
Es gibt Integrationen in Nextcloud, Moodle, ownCloud, Seafile und SharePoint. Ein Software Development Kit für weitere Applikationen ist verfügbar.

## Vor- und Nachteile der Cloud-Lösung
Vorteil von Cloud-Lösungen ist generell, dass die Dokumente von jedem Gerät mit Internetzugang aus erreichbar sind und man sie mit mehreren Personen gemeinsam editieren kann (Kollaboration). Als Nachteil wird oft angesehen, dass ein Internetzugang vorausgesetzt wird und man von der Geschwindigkeit des eigenen Internetzugangs und der Server abhängig ist. Dem Nachteil aller proprietären Lösungen, dass die eigenen Daten dabei unter die Kontrolle von (in der Regel US-amerikanischen) Unternehmen geraten, begegnet diese Lösung dadurch, dass alle technischen Komponenten kontrollierbar bleiben und Fremd-Beauftragungen damit gezielt, punktuell und auch überwachbar an vertrauenswürdige Partner innerhalb der eigenen Rechtsprechung (z. B. EU DSGVO) vergeben werden können.
Nachteil aller Cloud-basierten Office-Lösungen ist derzeit (Stand September 2018) noch, dass die Fähigkeiten der herkömmlichen Desktop-Anwendungen noch nicht vollständig abgebildet werden.